# 科洛封的弗埃尼克斯
弗埃尼克斯，约活动于公元前3世纪前后。古希腊抑扬格诗人之一，生活于科洛封，他著有具有教育意义的跛脚抑扬格诗歌作品《乞丐歌》而闻名于世，该作被当时的古希腊人广为传颂。